# PureBasic
PureBasic – odmiana języka programowania BASIC, opracowana wraz z IDE przez firmę Fantaisie Software dla Windows, Linux, Mac OS X i AmigaOS (choć nie jest już obsługiwana przez Amigi od v4.00).
PureBasic obsługuje wstawki assemblerowe pozwalając doświadczonym programistom zwiększać szybkość działania krytycznych części kodu swoich programów.
Posiada obszerny zestaw 1400+ poleceń i bezpośredni dostęp do wielu wywołań API systemów oraz obsługuje środowisko OGRE 3D, iRRLicht i Dreamotion.

## Historia
- 17 grudnia 2000
  - PureBasic v2.00 dla Windows zostaje wydany.
- 28 lipca 2006
  - Pierwszy podręcznik dla PureBasic v.4.00 zostaje opublikowany Purebasic – A Beginner’s Guide To Computer Programming
- 15 kwietnia 2007
  - PureBasic v4.00 dla Linuksa zostaje wydany.
- 4 listopada 2007
  - PureBasic v4.10 zostaje wydany, i jest to pierwsza wersja PureBasic jednocześnie dla Windows, Linux, i OS X.
- 16 grudnia 2008
  - Zostaje wydany PureBasic v.4.30 z obsługą procesorów x86 dla Mac OS X, oraz 64-bitowa wersja dla Windows, i wsparcie Unicode dla silnika 3D OGRE.